# Teucholabis (Teucholabis) rufula
Teucholabis (Teucholabis) rufula is een tweevleugelige uit de familie steltmuggen (Limoniidae). De soort komt voor in het Neotropisch gebied.